# Steinheim (Nadrenia Północna-Westfalia)
Steinheim – miasto w Niemczech, w kraju związkowym Nadrenia Północna-Westfalia, w rejencji Detmold, w powiecie Höxter. Według danych na rok 2010 liczy 13 169 mieszkańców.
Ze Steinheim pochodzi Linda Stahl, niemiecka lekkoatletka, oszczepniczka, reprezentantka kraju, medalistka olimpijska i mistrzostw Europy.

## Miasta partnerskie
- Szigetszentmiklós
- Busko-Zdrój[1]